# Discalma desiccata
Discalma desiccata är en fjärilsart som beskrevs av Walker 1866. Discalma desiccata ingår i släktet Discalma och familjen mätare. Inga underarter finns listade i Catalogue of Life.